# Duplopiviricetes
Duplopiviricetes es una clase de virus ARN bicatenario perteneciente al filo Pisuviricota, establecido por el ICTV para la clasificación de los virus que incluye un orden y seis familias virales. Son los únicos virus de ARN bicatenario que pertenecen a este filo. Los virus de esta clase infectan bacterias y eucariotas.

## Taxonomía
Incluye los siguientes órdenes y familias:
- Clase Duplopiviricetes
  - Orden Durnavirales
    - Familia Amalgaviridae
    - Familia Curvulaviridae
    - Familia Fusariviridae
    - Familia Hypoviridae
    - Familia Partitiviridae
    - Familia Picobirnaviridae
    - Familia Soropartitiviridae